# Turbinellus
Turbinellus is een geslacht van schimmels behorend tot de familie Gomphaceae. De typesoort is Turbinellus floccosus.

## Soorten
Volgens Index Fungorum telt het geslacht vijf soorten (peildatum maart 2023), te weten:
| Soortnaam                | Auteur(s)                                 | Publicatiejaar |
| ------------------------ | ----------------------------------------- | -------------- |
| Turbinellus flabellatus  | (Berk.) Giachini                          | 2011           |
| Turbinellus floccosus    | (Schwein.) Earle ex Giachini & Castellano | 2011           |
| Turbinellus fujisanensis | (S. Imai) Giachini                        | 2011           |
| Turbinellus kauffmanii   | (A.H. Sm.) Giachini                       | 2011           |
| Turbinellus stereoides   | (Corner) Giachini                         | 2011           |